# Kozen
Kozen is een dorp in de Belgische provincie Limburg en een deelgemeente van de gemeente Nieuwerkerken. Kozen, waaraan in 1971 Wijer werd toegevoegd, was tot 1977 met 2601 inwoners een zelfstandige gemeente, in Haspengouw. In 1977 werd het gehucht Kortenbos bij Sint-Truiden gevoegd.

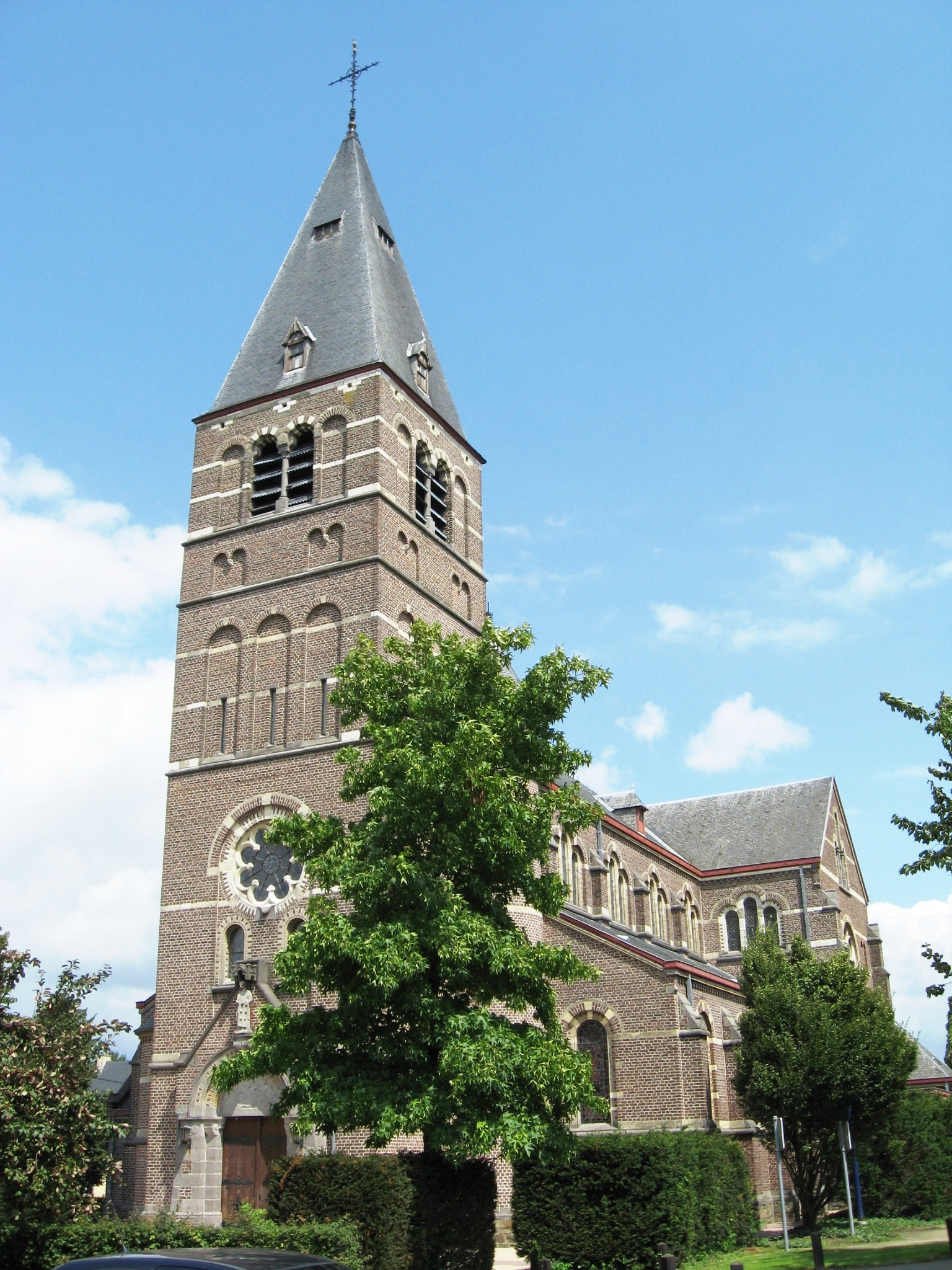
De Sint-Laurentiuskerk

## Etymologie
Kozen werd voor het eerst vermeld in 1218 als Chosen, wat zou duiden op een Latijnse persoonsnaam Cusinus.

## Geschiedenis
Kozen was net als het buurdorp Wijer een Loonse heerlijkheid en een leen van de Leenzaal van Kuringen. Vanaf 1476 waren Wijer en Kozen in het bezit van de familie de Kerkchem. De residentie van de heer van Kozen en Wijer was het Kasteel van Wijer. Daarom wordt vaak verwezen naar de heerlijkheid van Kozen en Wijer, hoewel het bestuur en de rechtspraak verschilde. Kozen was een zelfstandige gemeente, met twee dorpsmeesters en een schout en eigen schepenbank. In 1230 werd het patronaatsrecht van Kozen door Thiery d'Altena overgedragen aan de Abdij van Averbode. De parochie Kozen was eerst afhankelijk van die van Brustem. Beide parochies werden lange tijd door één pastoor bediend en ze hebben beide Sint-Laurentius als patroonheilige.
Het dorp is lang een landbouwdorp geweest, pas in de 2e helft van de 20e eeuw kreeg het een minder besloten karakter.

## Demografische ontwikkeling
- Bronnen:NIS, Opm:1831 tot en met 1961=volkstellingen

## Bezienswaardigheden
- De Sint-Laurentiuskerk.
- In Kozen zijn enkele vakwerkhuizen te vinden, zowel de Breestraat (Mooshoekwinning) als in de Heiligenbornstraat (Duivenhuishof).
- De Pastorie werd gebouwd door de Abdijheren van abdij van Averbode. De zuidgevel wordt versierd door een zonnewijzer.
- De Sint-Antoniuskapel (1676). De kapel werd vermoedelijk gebouwd om de toenmalige pestepidemie te bezweren.
- De Kasteelhoeve van Wijer (1657) van het Kasteel van Wijer bevindt zich op het grondgebied van Kozen.

## Natuur en landschap
Kozen is gelegen in vochtig-Haspengouw. De hoogte varieert van 40 tot 78 meter. Het laagste deel is de vallei van de Kozenbeek, die iets ten noorden van Kozen ontspringt en in noordoostelijke richting stroomt om bij Sint-Lambrechts-Herk in de Herk uit te monden.
De fruitteelt is belangrijk in Kozen, er is een aanzienlijk areaal aan boomgaarden. Ten westen van Kozen bevindt zich het Mierhoopbos, een bosgebied met zeldzame plantengroei.

## Nabijgelegen kernen
Wijer, Nieuwerkerken, Sint-Joris, Kortenbos
Deelgemeenten: Binderveld · Kozen · Nieuwerkerken · Wijer

Overige kernen: Schelfheide

Belgische gemeenten · Arrondissement Hasselt · Limburg · Vlaanderen